# M&V
M&V는 Measurement and Verification의 영문 줄임(acronym)으로서, 에너지 효율향상 조치(Energy Efficiency Measure, EEM)의 이행 결과로 달성한 절감량을 정량화하는 과정을 가리키는 용어이다. M&V는 이와 관련된 에너지 사용량의 변동을 절감량으로 결정하는 대신에, EEM의 이행으로 인하여 회피한 에너지를 절감량으로 결정한다. M&V 절차는 EEM의 이행으로 인한 효과 만을 분리하여 신뢰할 수 있게 평가할 수 있게 한다.
M&V는 시설에 적용되는 EEM의 이행 결과로 달성한 실제 절감량을 검증하고 보고하는 목적으로 수행되며, 이를 수행을 위한 계획, 측정, 데이터 수집 및 분석을 포함하는 일련의 과정을 포함할 수 있다.

## M&V의 에너지 절감량
M&V에서 에너지 절감량은 어떤 시설에서 EEM을 이행하지 않았다면 사용하였을 에너지 소비량과 EEM을 실제 이행하여 사용한 에너지 소비량의 차이로서 나타낸다. 에너지 절감량은 EEM 이행의 결과로 사용하지 않게 된 에너지 사용량을 나타낸다. 이와 같은 없어진(사용하지 않게 된) 에너지 사용량은 에너지 사용량 측정 값을 통하여 직접 결정할 수 없는데, 이러한 이유로 에너지 절감량은 직접 측정할 수 없다고 설명하기도 한다.
에너지 절감량은 해당 EEM 이행 이전의 에너지 사용량과 이후의 사용량을 단순하게 비교하여 구할 수 없다. M&V에서는 에너지 사용량의 단순한 비교 대신에, EEM 이행 이전과 이후의 운영 조건 변동에 대한 적절한 조정이 필수적인데, 조정한 에너지베이스라인을 EEM이행 이후의 실제 에너지 소비량과 비교하여 결정한다. 즉, EEM을 적용한 경우와 EEM을 적용하지 않은 경우에 대하여, 해당 시설의 실제 조건을 동일하게 적용한 에너지 소비량을 비교하여 에너지 절감량을 결정한다.

## 주요 M&V 프로토콜, 지침 및 표준
시설 내에서 EEM이나 에너지 관리 프로젝트에 의한 에너지 절감량의 결정에서는 효율 평가 기구(EVO)가 발행하는 국제 성과 측정 및 검증 프로토콜(International Performance Measurement and Verification Protocol, IPMVP)이 널리 사용되고 있다. 이외에도 ASHRAE(American Society of Heating, Refrigerating and Air-Conditioning Engineers)가 발행한 지침 14(ASHRAE Guideline 14 Measurement of Energy, Demand, and Water Savings)와 더불어 미국 에너지부의 FEMP(연방 에너지관리 프로그램, Federal Energy Management Program)이 발행한 FEMP의 지침(M&V Guidelines : Measurement and Verification for Performance-Based Contracts Version 4.0)이 많이 사용되고 있다.
ISO(International Organization for Standardization)가 프로젝트 에너지 절감량에 대한 국제표준  ISO 17741(ISO 17741:2016 General technical rules for measurement, calculation and verification of energy savings of projects)을 발표하였고, 국가기술표준원 산업표준심의회는 한글로 부합화된 국가표준 KS A ISO 17741:2016 프로젝트 에너지 절감량의 측정, 계산 및 검증을 위한 일반적인 기술 규정을 발표하였다.

## M&V 계획
M&V 절차 중에서 핵심적인 부분은 M&V 계획을 수립하는 것으로서, EEM을 이행하기 이전에 절감량 분석을 수행하는 방법을 규정한다. M&V 계획이 없이 EEM을 이행한 이후에 에너지 절감량을 평가하는 경우에는 객관성을 확보하기 어렵다.

## M&V 교육 및 전문가 인증 프로그램
EVO는 "M&V기초 및 IPMVP(M&V Fundamentals and IPMVP)"이라는 대표적인 교육 프로그램을 개발하였으며, 이를 기반으로 M&V 수행자의 역량에 관한 인증 프로그램인 CMVP(Certified Measurement & Verification Professional)를  AEE(Association of Energy Engineers)와 같이 운영하여 왔으나, 2022년부터 PMVA(Performance Measurement and Verification Analyst)로 명칭을 변경하여 독자적으로 운영하고 있다.
최근에 "M&V 계획 수립 실무(M&V Planning in Practice)"라는 교육 프로그램을 개발하고 이를 기반으로 PMVE(Performance Measurement and Verification Expert)이라는 전문가 인증 프로그램을 개발하여 보급하고 있다.
국내에서는 에너지절약전문기업협회가 PMVA 교육과 인증을 제공하고 있으며, 한국품질재단은 한국어 PMVA 교육과 인증과 더불어 PMVE 교육과 인증을 제공하고 있다.